# Въглен (рисуване)
Въгленът за рисуване представлява овъглени дървени пръчици или съответно пресовани пръчици от въгленов прах с определен вид свързващо вещество като например восък.
Това е инструмент за рисуване, използван от древността, лесно достъпен и предпочитан за използване поради лесното коригиране на рисунката. При необходимост поради неговата нетрайност може да бъде фиксирана самата рисунка.

## Изработка
За изработката се използват различни видове дървен материал като лоза, върба, липа, плодови дървета и други. Въгленът не трябва да бъде много мек, нито много твърд, в противен случай се размазва или се чупи при рисуване и освен това трябва да оставя добър черен цвят. Отрязаните дървени парчета се покриват с глина или се затварят добре в глинен съд. След това се пекат бавно в пещ. Съвременните въглени за рисуване се пресоват на пръчки и могат да се изработват с различни твърдости.

## История
От древността се рисува с въглен. Останалите в пещерите, обитавани от човека, рисунки са изработени често с използването на обикновени въглени или различни цветни глини. До средновековието въгленът е основно помощно средство или средство за упражнение на рисуване. Утвърждаването на рисунката от въглен като самостоятелно произведение на изкуството става възможно и като следствие на създаването на средства за фиксиране на рисунката с подходящи средства.

## Галерия
- Скица изпълнена с въглен (Boston Public Library)
- Pivoines от Жан-Макс Алберт, 1989 г.
- Съвременна рисунка на певицата Бьорк, изпълнена с въглен